# Heteronymphon exiguum
Heteronymphon exiguum är en havsspindelart som först beskrevs av Hodgson, T.V. 1914.  Heteronymphon exiguum ingår i släktet Heteronymphon och familjen Nymphonidae. Inga underarter finns listade i Catalogue of Life.